# Abdulchakim Šapijev
Abdulchakim Alibekovič Šapijev (* 4. prosince 1983) je bývalý ruský zápasník-volnostylař avarské národnosti, který od roku 2006 reprezentoval Kazachstán.

## Sportovní kariéra
Je rodákem z dagestánské obce Gergebil v Gergebilském okrese. Zápasení se věnoval od útlého dětství po vzoru svého otce a strýců. V ruské volnostylařské reprezentaci se neprosadil, proto od roku 2006 reprezentoval Kazachstán ve váze do 74 kg. Připravoval se doma v Gergebilu a v kazachstánském Oralu. V roce 2008 se na olympijské hry v Pekingu nekvalifikoval. V roce 2011 se pátým místem na mistrovství světa v Istanbulu kvalifikoval na olympijské hry v Londýně v roce 2012. V Londýně prohrál ve čtvrtfinále s Maďarem Gáborem Hatosem 0:2 na sety. Od roku 2013 žil trvale v Gergebilu a věnoval se práci trenéra. V roce 2015 se do kazachstánské reprezentace vrátil, ale v olympijské nominaci na olympijské hry v Riu v roce 2016 dostal před ním přednost Galymdžan Öserbajev.

## Výsledky
| Turnaj            | 2006 | 2007 | 2008 | 2009 | 2010 | 2011 | 2012 |
| Turnaj            | 23   | 24   | 25   | 26   | 27   | 28   | 29   |
| Turnaj            | -74  | -66  | -74  | -74  | -74  | -74  | -74  |
| ----------------- | ---- | ---- | ---- | ---- | ---- | ---- | ---- |
| Olympijské hry    |      |      | —    |      |      |      | úč.  |
| Mistrovství světa | úč.  | úč.  |      | —    | 3.   | 5.   |      |
| Asijské hry       | 3.   |      |      |      | —    |      |      |
| Mistrovství Asie  | —    | —    | 5.   | 2.   | —    | —    | 2.   |